# Nordre Rønner
 Nordre Rønner  sind eine kleine dänische Inselgruppe im Kattegat sieben Kilometer nördlich von Læsø. Die meisten Inseln der Gruppe sind Erhebungen einer Sandbank, die über einen schmalen Streifen Rønnerev mit Læsø verbunden ist. Die Gesamtfläche der sechs Inseln beträgt 11 ha. Die Inseln sind unbewohnt, nur die Hauptinsel Spirholm war früher (von 1880 bis 1963) bewohnt. Am 1. Februar 1916 hatte die Insel 13 Einwohner, und 1930 noch fünf.
Auf Spirholm steht der Leuchtturm Nordre Rønner Fyr. Seit der Automatisierung des Leuchtturms wohnt kein Wärter mehr auf der Insel. Im Norden der Insel befindet sich ein kleiner Bootshafen.
Die übrigen Inseln sind Store Stenholm, Lille Stenholm, Klatterne und Langholm, sowie Borfeld.

## Inselliste
- Karte mit allen Koordinaten:
- OSM |
- WikiMap

| Insel          | Koordinaten                       | Fläche ha | Bemerkungen          |
| -------------- | --------------------------------- | --------- | -------------------- |
| Spirholm       | 57° 21′ 37″ N, 010° 55′ 23″ O     | 5,02      | Leuchtturm           |
| Store Stenholm | 57° 21′ 31,0″ N, 010° 55′ 05,0″ O | 0,94      | Südwesten            |
| Lille Stenholm | 57° 21′ 29,0″ N, 010° 55′ 26,0″ O | 0,51      | Süden                |
| Langholm       | 57° 21′ 41,0″ N, 010° 55′ 48,0″ O | 3,78      | Nordosten, verbunden |
| Klatterne      | 57° 21′ 32,0″ N, 010° 55′ 21,0″ O | 0,63      | Süden                |
| Borfeld        | 57° 21′ 17,0″ N, 010° 54′ 06,0″ O | 0,14      | 1 km südwestlich     |
| Nordre Rønner  | 57° 21′ 35,0″ N, 010° 54′ 59,0″ O | 11        |                      |

Die etwas abseits südwestlich gelegene unbewachsene Insel Borfeld erscheint als Burfeld auf der alten Karte von 1900.